# Álvaro Adrián Núñez
Álvaro Adrián Núñez (Artigas, 11 de maio de 1973) é um ex-futebolista uruguaio que atuava como goleiro.

## Carreira
Álvaro Adrián Núñez integrou a Seleção Uruguaia de Futebol na Copa América de 1999.

## Títulos
Uruguai
- Copa América de 1999: 2º Lugar